# Боббі Гайне-Міллер
Боббі Гайне-Міллер (англ. Bobbie Heine Miller; 5 грудня 1909 — 31 липня 2016) — колишня південноафриканська тенісистка.
Найвищу одиночну позицію світового рейтингу — 5 місце досягла 1929 року.
Перемагала на турнірах Великого шолома в парному розряді.

## Фінали турнірів Великого шолома

### Парний розряд (1–2)
| Результат | Рік  | Турнір                               | Покриття | Партнерка         | Суперниці                 | Рахунок  |
| --------- | ---- | ------------------------------------ | -------- | ----------------- | ------------------------- | -------- |
| Перемога  | 1927 | Відкритий чемпіонат Франції з тенісу | Ґрунт    | Ірен Бовдер-Пікок | Пеґґі Мічелл Фібі Вотсон  | 6–2, 6–1 |
| Поразка   | 1927 | Вімблдонський турнір                 | Трава    | Ірен Бовдер-Пікок | Гелен Віллс Елізабет Раян | 3–6, 2–6 |
| Поразка   | 1929 | Відкритий чемпіонат Франції з тенісу | Ґрунт    | Аліда Неве        | Лілі Альварес Кіа Боуман  | 5–7, 3–6 |